# 中西裕美子
中西裕美子（1970年12月23日—），日本女性配音員。Sigma Seven所屬。出身於千葉縣。舊名中西由美子（與現用藝名日文讀音相同）。身高162cm。A型血。團員。

## 演出作品

### 電視動畫
1994年
- 霸王大系龍騎士（少女）

1996年
- 逮捕令（婦警）
- 爆走兄弟Let's & Go!!（少年）

1998年
- 秋葉原電腦組（女學生B）
- 快傑蒸汽偵探團 TV ANIMATION SERIES（主播、通信）
- 魔術士歐菲（基利拉修羅〈10歳〉）

1999年
- 迷糊女戰士（百道、惡童、野邊太）
- ∀鋼彈（包·艾吉（日语：ポゥ・エイジ））
- 炸彈人 彈珠人爆外傳V（孩童寶A）

2000年
- 愛上壞壞的死神（俱生神·兄、都築麻斗〈少年時期〉、護士A、學生 等）

2001年
- 仰天人間（日语：仰天人間バトシーラー）（B）
- Z.O.E Dolores, i（日语：Z.O.E Dolores, i）（蕾貝卡·漢特[3]）
- 帝皇戰紀（三條寺守的母親）

2002年
- 帝皇戰紀（米爾·勞金）
- 閃靈二人組（螺堂蓮）

2003年
- E'S OTHERWISE（雪莉、女童的母親）

2004年
- Keroro軍曹（常磐香苗的母親）

2005年
- 雙戀 Alternative（杉作的奶奶）

2006年
- 玻璃艦隊（克羅耶）

2014年
- 元氣囝仔（劍太的母親）

2016年
- 紅殼的潘朵拉（碧琪·羅德）

### OVA
1993年
- 橫濱對不起隊3（日语：横浜ばっくれ隊）（五郎）

1994年
- 宇宙騎士BLADE（相羽新也〈小時候〉）[注 1]
- 湘南純愛組！2（女學生）
- 霸王大系龍騎士 亞迪傳說（少年、老婆婆）

1995年
- VISIONARY（日语：ヴィジョナリイ）（女孩子）

1996年
- 天使夜未眠III（日语：アーシアン）（公用電話女性）

1999年
- 星際迷航俏女郎（日语：てなもんやボイジャーズ）（空服人員）

2000年
- 迷糊女戰士（百道）[注 2]

2001年
- 新世紀魔法少女（日语：ぷにぷに☆ぽえみぃ）（魔法女王）

2006年
- 蜜×蜜水果糖（萩乃柚留的母親）

### 電影動畫
1999年
- 少女革命 ～思春期默示錄（接線員）

2000年
- 機動戰士鋼彈II 哀·戰士篇 特別版（吉爾·拉托吉艾）

2002年
- 劇場版 ∀鋼彈（包·艾吉（日语：ポゥ・エイジ））

2005年
- 明天也要精神百倍！ ～一半的甘薯～（農家主婦）

### 遊戲
2000年
- SD鋼彈 G世代-F（包·艾吉（日语：ポゥ・エイジ））
- SCANDAL（日语：スキャンダル (ゲーム)）（受理人員）

2001年
- SD鋼彈 G世代-F.I.F（包·艾吉）
- 超級機器人大戰α外傳（包·艾吉）

2002年
- SD鋼彈 G世代-DA（包·艾吉）

2006年
- SD鋼彈 G世代 PORTABLE（包·艾吉）

2008年
- 超級機器人大戰Z（包·艾吉）

2009年
- SD鋼彈 G世代 WARS（包·艾吉）
- 機動戰士鋼彈 鋼彈VS.鋼彈NEXT PLUS（日语：機動戦士ガンダム ガンダムVS.ガンダムNEXT）（包·艾吉）

2011年
- SD鋼彈 G世代 3D（包·艾吉）
- SD鋼彈 G世代 WORLD（包·艾吉）

2012年
- SD鋼彈 G世代 OVER WORLD（包·艾吉）

2014年
- 機動戰士鋼彈 極限VS.火力全開（日语：機動戦士ガンダム エクストリームバーサス フルブースト）（包·艾吉）

2019年
- SD鋼彈 G世代 GENESIS（包·艾吉）
- SD鋼彈 G世代 CROSSRAYS（包·艾吉）

### 廣播劇CD
- 機動戰艦撫子號（梨沙子·高千穗）
- 東京瘋狂天堂（日语：東京クレイジーパラダイス） ～司與龍二的電台之夜（通行人女）
- ×××HOLiC 原聲廣播劇CD（小百合的母親）[注 3]
- 欲望（女學生、上級生）

### 外語配音
※作品依英文名稱及英文原名排序。

#### 電影
- 我老婆是老大（英语：My Wife Is a Gangster)）
- 孤男寡女

#### 動畫
- 麻辣女孩

## 腳註

## 外部連結
- Sigma Seven公式官網的聲優簡介 （页面存档备份，存于） （日語）
- （日語）－中西裕美子的官方個人部落格。
- （日語）－劇團俱樂部公式官網的團員簡介。
- 中西裕美子的X（前Twitter） （日語）